# 沃尔特战役
沃尔特戰役，也稱為賴什索芬戰役或弗勒什維萊爾戰役，是指1870年8月6日在普法戰爭（第一次沃尔特戰役發生在1793年12月23日法國大革命戰爭期間）開始階段發生的第二次沃尔特戰役）。在第二場戰鬥中，由腓特烈·威廉王儲和他的參謀長萊昂哈德·馮·布盧門塔爾指揮的德國軍隊在阿爾薩斯沃尔特村附近10公里的紹爾河上擊敗了麥克馬洪元帥率領的法國军队。

## 註腳
1. 1 2  Grant 2017，第646頁.